# 火成碳酸鹽岩

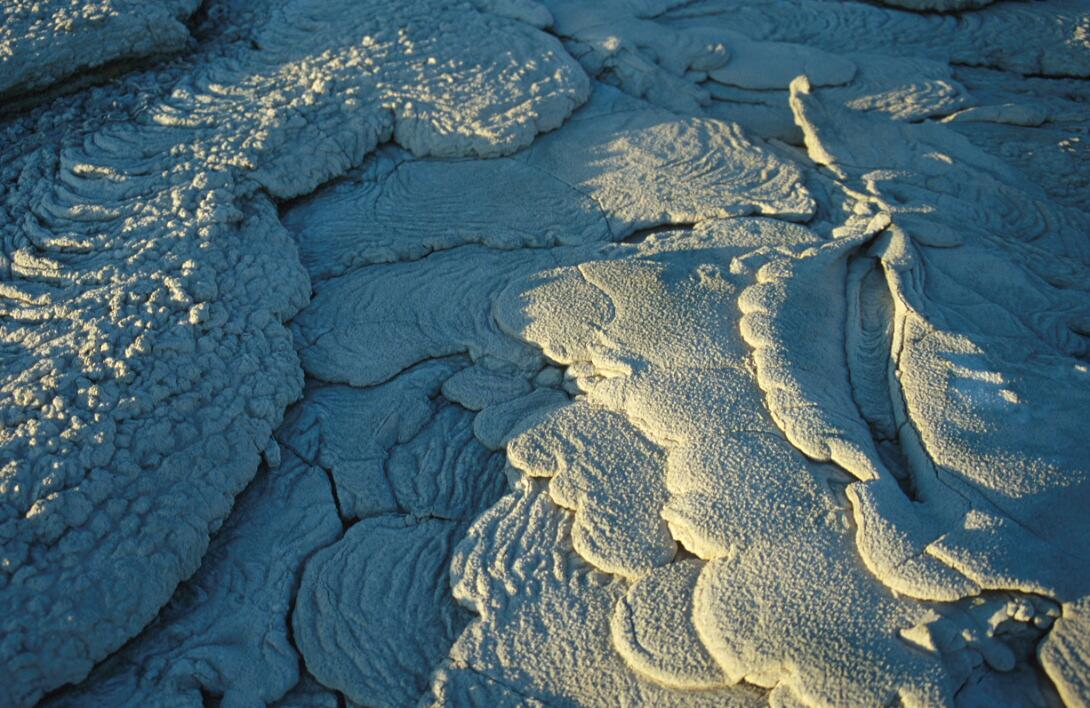
火成炭酸岩熔岩流，Doinyo Lengai 火山，Tanzania

火成炭酸岩（英語：Carbonatite）是一種火成岩，其礦物成分超過 50% 是碳酸鹽礦物。
火成碳酸岩通常在帶狀鹼性侵入岩形成的火山栓，岩墻岩床, 角砾岩, 或岩脈内。它的形成幾乎完全與大陸裂谷有關。從太古宙到現在，火成碳酸鹽岩的火成岩的活動似乎一直在穩步增加。
幾乎所有的火成碳酸鹽岩都是侵入岩或次火山岩侵入岩。這是因為碳酸岩熔岩流主要由可溶性碳酸鹽組成，很容易風化，因此不太可能保存。因此，過去像熔岩那樣的火成碳酸岩噴發例子可能並不少，但它只是很難被保存。分析包裹體的組成，發現火成碳酸岩液體成分比火成碳酸岩岩石的成分要鹼性得多。
歷史上已知只有一座碳酸岩火山噴發過，即坦桑尼亞活躍的奧多因約倫蓋火山。它以 500–600 °C (932–1,112 °F) 的溫度噴出世界上最冷的熔岩。熔岩是鈉碳酸岩，包括尼碳钠钙石(尼雷尔石)和格碳鈉石為主。

## 成因
1948年瑞典地質學家Harry von Eckermann在對Alnö雜岩的研究基礎上，詳細論證了火成碳酸岩的岩漿成因 。然而直到到1960 年，經過對坦桑尼亞 Ol Doinyo Lengai 的火上噴發的地質調查，最終才證實了火成碳酸岩來自岩漿的觀點。 
火成碳酸岩的稀有是由不尋常的過程和不尋常的來源而形成的奇特的火成岩。有三種形成模式：
在地幔中經過極低度的部分熔融和與熔體分離形成的，
碳酸鹽熔體和矽酸鹽熔體之間的液體不混溶性，
極端的結晶分離
每個模式都有證據，但關鍵是這些都是不尋常的現象。從歷史上看，碳酸岩被認為是通過岩漿侵入使石灰石或大理石熔化而形成的，但地球化學和礦物學數據對此不以為然。例如，火成碳酸鹽岩的碳同位素組成類似於地幔，不像沉積石灰岩。
火成碳酸鹽岩的年齡範圍從太古宙到現在：最古老的是格陵蘭的 Tupertalik，距今 3007 Ma，而坦桑尼亞的 Ol Doinyo Lengai 火山目前處於活躍狀態。